# 潘真特角
潘真特角（英語：Pungent Point），是南極洲的海岬，位於南桑威奇群島，處於扎沃多夫斯基島東端，在1971年由英國南極名稱諮詢委員會命名，由英國海外領土管轄。